# Ondřej Vaculík
Ondřej Vaculík (* 12. května 1986 Jilemnice) je bývalý český skokan na lyžích. Měří 181 cm, váží 64 kg.
Někdejší trenér české reprezentace Vasja Bajc jej považoval za talentovaného skokana a stejný somatotyp, jakým je nejúspěšnější český skokan začátku 21. století Jakub Janda. Vaculíkovu kariéru zbrzdilo několik zranění a operací kolene. První významnou mezinárodní soutěž absolvoval 26. ledna 2002. Na můstku v německém Lauscha v závodě Kontinentálního poháru vyskákal 27. místo. Na řadu měsíců to bylo jeho nejlepší umístění.
Zlepšovat se začal v sezóně 2005/2006. Díky svým výkonům několikrát nahlédl do českého skokanského A-týmu. Startoval v dvou závodech Turné čtyř můstků, ale neprošel kvalifikací. V početně méně obsazeném závodě Světového poháru v Japonsku dokázal získat tři body za 28. místo. Uspěl i v náročnějším klání ve Willingenu, kde skončil třicátý. V Braunlage dosáhl svého nejlepšího umístění v závodech Kontinentálního poháru: 14. místa.
Ondřej Vaculík byl součástí pětičlenné české reprezentace na Zimních olympijských hrách v Turíně. Každého klání se směli zúčastnit jen čtyři skokani. Do závodu na středním můstku nebyl nominován, na velkém můstku nahradil Jana Mazocha. Kvalifikačním sítem prošel a do hlavní soutěže postoupil jako 46. skokan, v závodě skončil na 45. příčce. V závodě družstev pomohl českému týmu k devátému místu.
Na světových šampionátech dosáhl nejlépe 5. místa na MS 2009.
Skokanem na lyžích je i jeho starší bratr František.